# José Paciulli
José Paciulli (São Paulo, 1921 — Americana, 1º de junho de 2011) foi um advogado e político brasileiro.
Formado em Direito pela PUC de São Paulo em 1941 e em 1948 foi eleito vereador de Americana pelo PDC (Partido Democrata Cristão) e entre 1951 e 1955 ocupou uma vaga na Assembleia Legislativa de São Paulo..